# 信太山クロスカントリー大会
信太山クロスカントリー大会（しのだやまクロスカントリーたいかい）は、毎年1月に和泉市の信太山演習場一帯で開催されるクロスカントリー競走大会である。主催は信太山クロスカントリー大会委員会。
前身は1947年に創設された、泉北山野横断郊競走クロスカントリー大会である。1954年に信太山クロスカントリー大会へ改組となり、第1回大会が空池公園・現在の放光池1号公園を会場に初開催された。
その後、会場については第9回大会より黒鳥山公園、第33回大会より信太山野外活動センター多目的広場への変更を経て、2003年の第50回記念大会からは現在の陸上自衛隊信太山演習場となっている。また、第60回記念大会からはウルトラクロスカントリーの20km部門が新設された。
当日はJR阪和線和泉府中駅、南海泉北線和泉中央駅より無料送迎バスも運行されている。参加人数は第54回が1,171人だったのに対し、第60回大会では2,453人となるなど近年増加傾向にある。

## 実施種目
- 一般男子 - 20km・10km・5km・3km
- 一般女子 - 20km・10km・5km・3km
- 中学生 - 男女3km
- 小学生 - 男女3km
- ファンラン - 男女3km